# Linijka Fischa

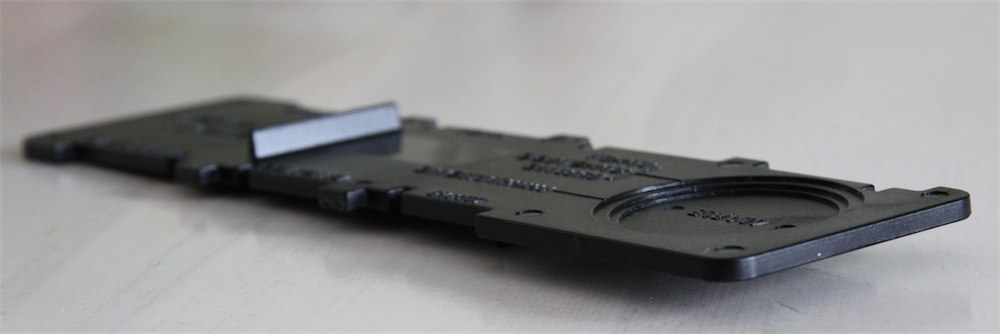
Linijka Fischa

Linijka Fischa – przyrząd stosowany w jubilerstwie, służący do sprawdzania autentyczności monet bulionowych. Zestaw linijek Fischa składa się ze wzorców, za pomocą których można sprawdzić parametry konkretnej monety takie jak: grubość, średnicę, kształt oraz wagę. Poszczególne wzorce linijki przeznaczone są do sprawdzania określonych monet; w tańszych wersjach możliwe jest sprawdzanie kilku monet o takiej samej wadze. Specjalne otwory i zagłębienia w danej linijce Fischa wykonane są w zgodzie ze wzorcem (katalogiem) producenta i muszą łącznie spełniać wszystkie założenia. 
Oficjalnym producentem linijek Fischa jest firma The Fisch.